# Veronica persica
Veronica persica là một loài thực vật có hoa trong họ Mã đề. Loài này được Poir. miêu tả khoa học đầu tiên năm 1808.

## Hình ảnh

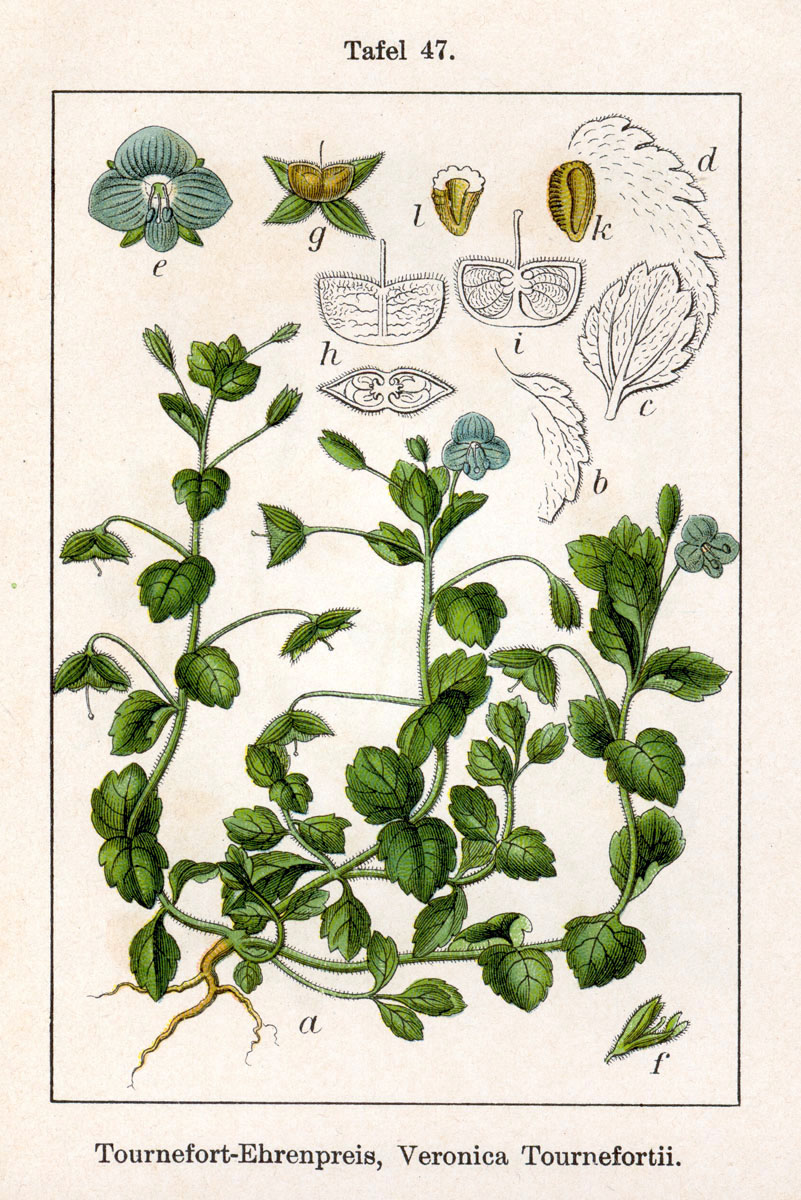
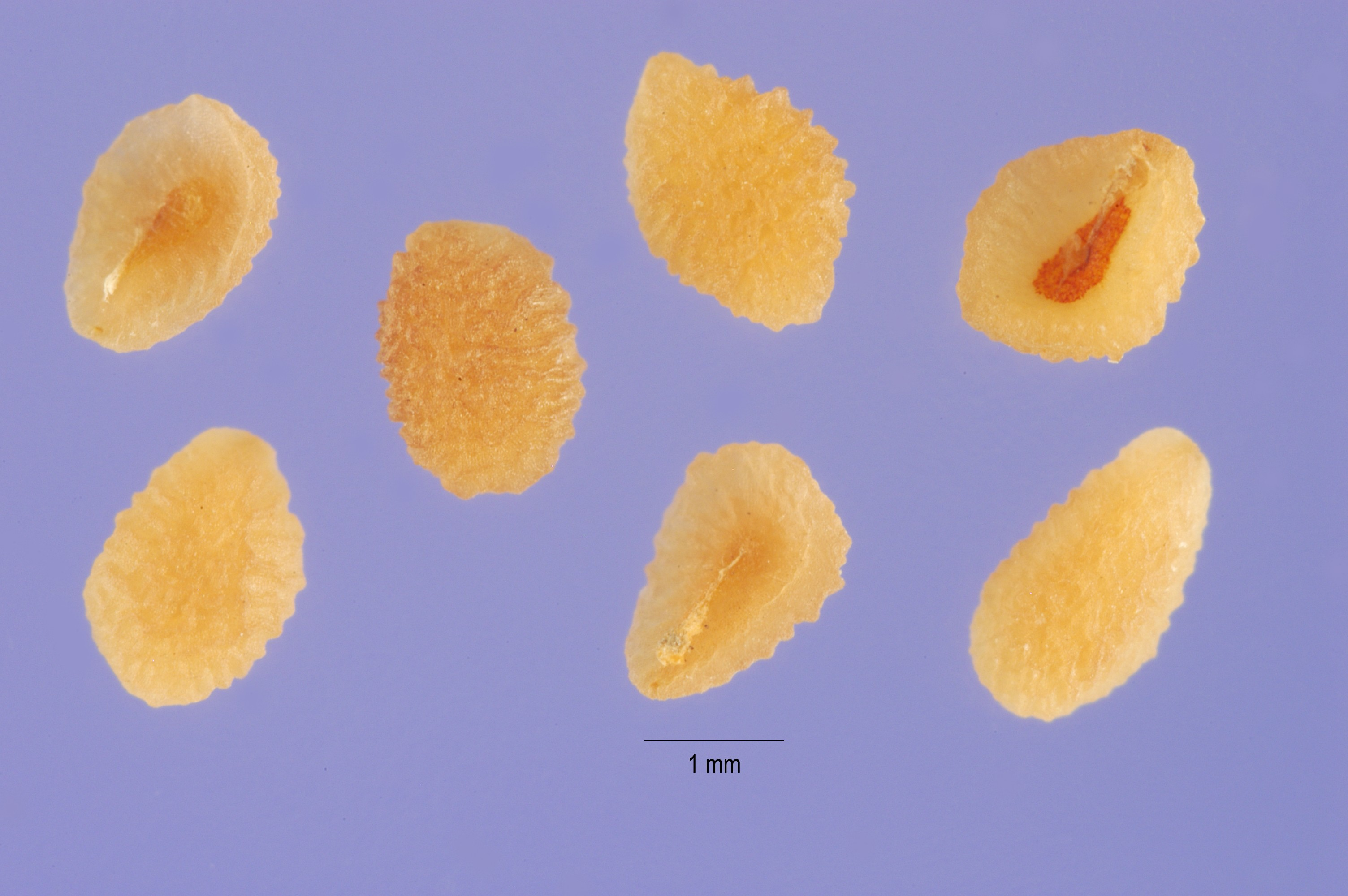
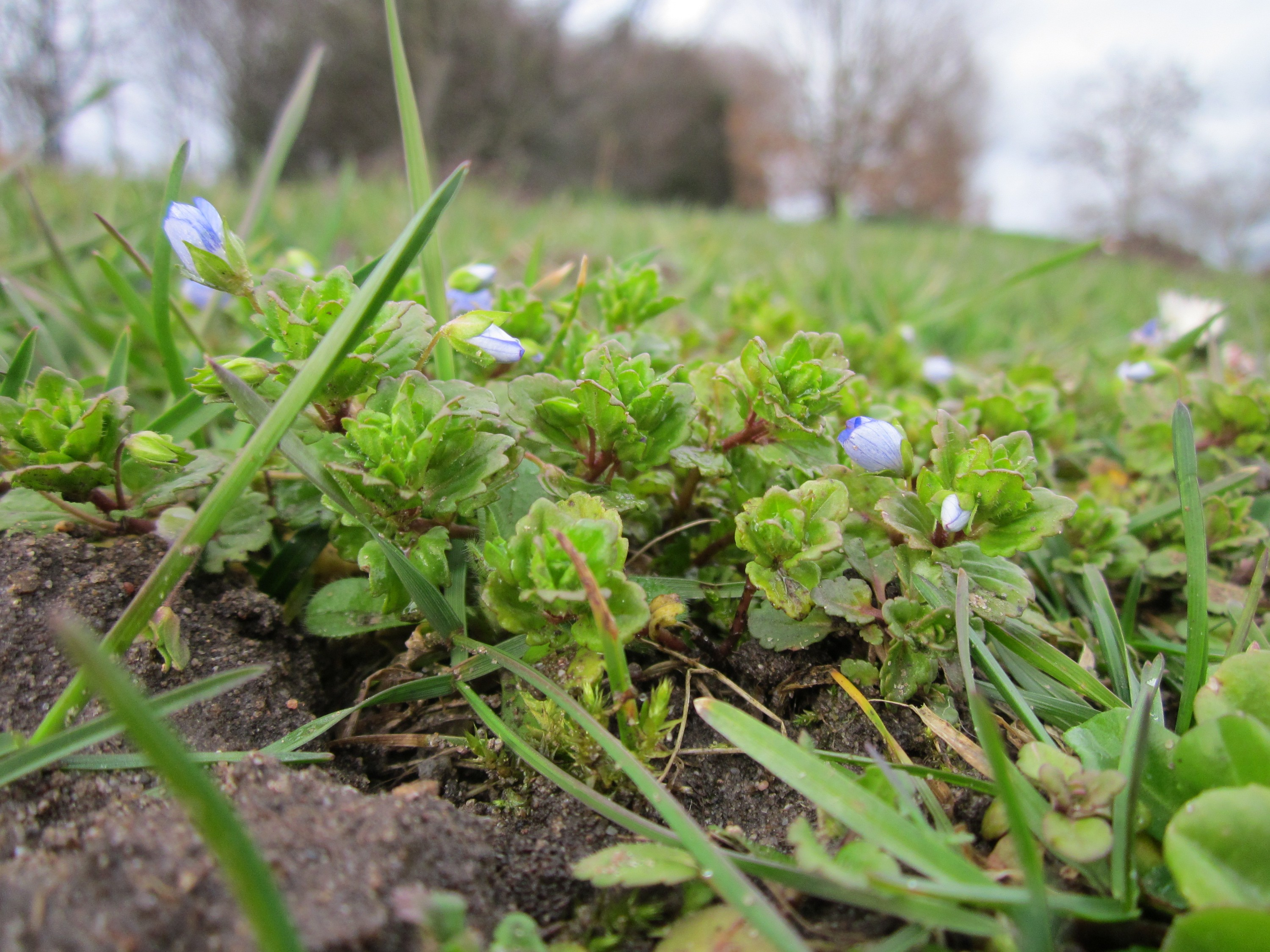
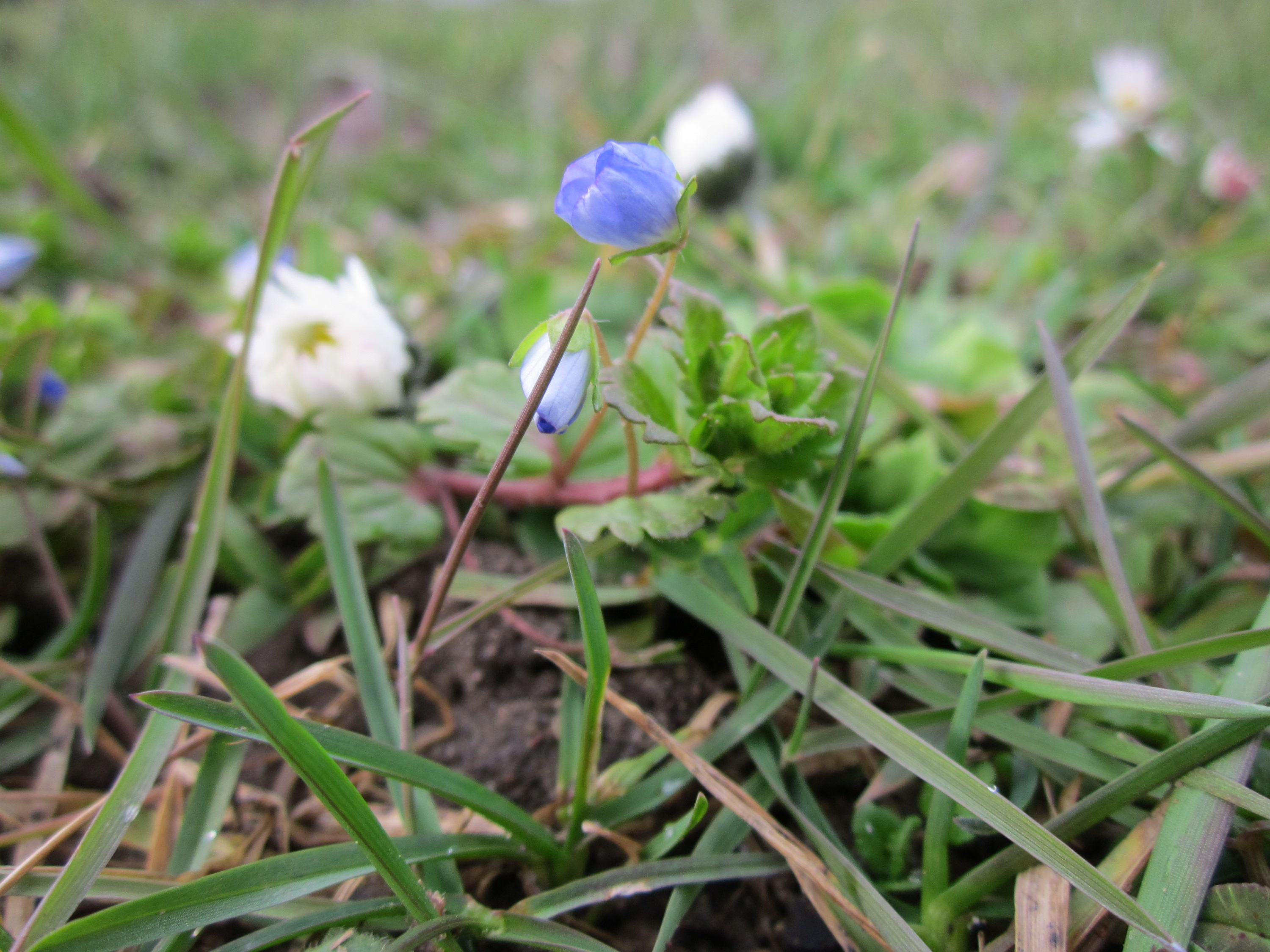